# 王萬邦
王萬邦為中國清朝武官官員，本籍四川。王萬邦於1823年（道光3年）奉旨接替徐廷榮，於台灣地區擔任台灣北路協副將。而隸屬台灣鎮之下的此官職是台灣清治時期中的這階段，台南以北之台灣中南部及北部的駐地最高武官將領。